# جانی واگستاف
جانی واگستاف (به انگلیسی: Janie Wagstaff) (زادهٔ ۲۲ ژوئیهٔ ۱۹۷۴) شناگر اهل ایالات متحده آمریکا است.